# OZ Wielerweekend
El OZ Wielerweekend es una antigua carrera ciclista neerlandesa. 
Se disputó de 1988 a 2007. Nombrada Zeeuws-Vlaanderen Wielerweekend en su creación, se denominó OZ Wielerweekend a partir de 1999. De 2002 a 2005, fue una carrera de exhibición (no oficial). En 2006, formó parte del UCI Europe Tour, dentro de la categoría 2.2 (última categoría del profesionalismo).
En 2008, las organizaciones del Delta Profronde y del OZ Wielerweekend se fusionaron para crear el Delta Tour Zeeland.

## Palmarés
| Año  | Ganador            | Segundo             | Tercero             |
| ---- | ------------------ | ------------------- | ------------------- |
| 1988 | Joost van Adrichem |                     |                     |
| 1989 | Angel Polvorosa    |                     |                     |
| 1990 | Patrick Rasch      |                     |                     |
| 1991 | Remco Startman     |                     |                     |
| 1992 | Patrick van Dijken |                     |                     |
| 1993 | Steffen Blochwitz  |                     |                     |
| 1994 | Marcel Vegt        |                     |                     |
| 1995 | Daniel van Elven   |                     |                     |
| 1996 | Wilco Zuijderwijk  |                     |                     |
| 1997 | Bert Roesems       | Erwin Thijs         | Renger Ypenburg     |
| 1998 | Andreas Walzer     | Erwin Thijs         | Erwin Thijs         |
| 1999 | Jans Koerts        |                     |                     |
| 2000 | Jens Mouris        | Andy De Smet        | Wilfried Bastiaanse |
| 2001 | Kevin Van Impe     | Marcel Luppes       | Tom Cordes          |
| 2002 | Angelo van Melis   | Daniël Van Elven    | Edwin Dunning       |
| 2003 | Rick Flens         | Maarten Lenferink   | Germ Van Der Burg   |
| 2004 | Thijs Al           | Angelo Van Melis    | Thomas Dekker       |
| 2005 | Rick Flens         | Sebastian Langeveld | Rob Ruijgh          |
| 2006 | Niki Terpstra      | Alain Van Katwijk   | Sven Vanthourenhout |
| 2007 | Tom Veelers        | Bobbie Traksel      | Arnoud Van Groen    |

## Palmarés por países
| País         | Victorias |
| ------------ | --------- |
| Países Bajos | 16        |
| Alemania     | 2         |
| Bélgica      | 2         |